# Tetri Ckaro (gmina)
Gmina Tetri Ckaro (gruz. მარნეულის მუნიციპალიტეტი) – jednostka administracyjna Dolnej Kartlii w Gruzji. Siedzibą gminy jest miasto Tetri Ckaro. 

## Położenie
Gmina położona jest w południowej części Gruzji. 

## Ludność
Na podstawie danych statystycznych z 2024 roku gminę Tetri Ckaro zamieszkuje 23 500 osób. 